# Dipentylphthalat
Dipentylphthalat ist eine chemische Verbindung aus der Gruppe der Phthalsäureester.

## Gewinnung und Darstellung
Die Verbindung kann durch Veresterung von Phthalsäureanhydrid mit 1-Pentanol in Gegenwart von etwa 1 % konzentrierter Schwefelsäure als Katalysator gewonnen werden.

## Eigenschaften
Dipentylphthalat ist eine brennbare, schwer entzündbare, farblose bis gelbliche, geruchlose Flüssigkeit, die sehr schwer löslich in Wasser ist. Die Handelsprodukte enthalten zum Teil auch größere Mengen des Isomers Diisopentylphthalat.

## Verwendung
Dipentylphthalat wird als Weichmacher für PVC verwendet.

## Nachweis
Dipentylphthalat kann durch Kapillargaschromatographie nachgewiesen werden.

## Sicherheitshinweise und gesetzliche Regelungen
Dipentylphthalat wurde im Juli 2013 aufgrund seiner Einstufung als reproduktionstoxisch (Reprod. 1B) in die Kandidatenliste der besonders besorgniserregenden Stoffe (Substance of very high concern, SVHC) aufgenommen.
Danach wurde Dipentylphthalat im Juni 2017 in das Verzeichnis der zulassungspflichtigen Stoffe mit dem Ablauftermin für die Verwendung in der EU zum 4. Juli 2020 aufgenommen.
Zusätzlich unterliegt Dipentylphthalat den Beschränkungen im Anhang XVII, Nummer 72 der REACH-Verordnung (in Deutschland umgesetzt durch die Chemikalien-Verbotsverordnung).